# Giorgia Bordignon
Giorgia Bordignon (Gallarate, 24 de mayo de 1987) es una deportista italiana que compite en halterofilia.
Participó en dos Juegos Olímpicos de Verano, obteniendo una medalla de plata en Tokio 2020, en la categoría de 64 kg, y el sexto lugar en Río de Janeiro 2016. Ganó tres medallas en el Campeonato Europeo de Halterofilia entre los años 2015 y 2018.

## Palmarés internacional
| Juegos Olímpicos   | Juegos Olímpicos   | Juegos Olímpicos  | Juegos Olímpicos |
| Año                | Lugar              | Medalla           | Categoría        |
| ------------------ | ------------------ | ----------------- | ---------------- |
| 2020               | Tokio (Japón)      | Medalla de plata  | 64 kg            |
| Campeonato Europeo |                    |                   |                  |
| Año                | Lugar              | Medalla           | Categoría        |
| 2015               | Tiflis (Georgia)   | Medalla de bronce | 63 kg            |
| 2016               | Førde (Noruega)    | Medalla de bronce | 63 kg            |
| 2018               | Bucarest (Rumania) | Medalla de plata  | 69 kg            |